# Тугаряково
Тугаряково (баш. Түгәрәк) — деревня в Бураевском районе Республики Башкортостан Российской Федерации. Входит в состав Челкаковского сельсовета. 

## География

### Географическое положение
Расстояние до:
- районного центра (Бураево): 27 км,
- центра сельсовета (Челкаково): 9 км,
- ближайшей ж/д станции (Янаул): 95 км.

## История
В «Списке населенных мест по сведениям 1870 года», изданном в 1877 году, населённый пункт упомянут как деревня Тугорякова 5-го стана Бирского уезда Уфимской губернии. Располагалась при речке Шулье, по левую сторону просёлочной дороги из Бирска в Осу, в 65 верстах от уездного города Бирска и в 40 верстах от становой квартиры в деревне Суслова. В деревне, в 21 дворе жили 130 человек (73 мужчины и 57 женщин, тептяри), были мечеть, водяная мельница. Жители занимались земледелием, скотоводством, пчеловодством.

## Население
| 2002 | 2009 | 2010 |
| ---- | ---- | ---- |
| 131  | ↘105 | ↗106 |